# 4-メチル-2-ペンタノール
4-メチル-2-ペンタノール(4-methyl-2-pentanol)は、フロス浮選の発泡剤として使用される有機化合物である。メチルイソブチルカルビノール(methyl isobutyl carbinol, MIBC)とも。有機合成における溶媒、ブレーキフルード、可塑剤の原料としても使われる。
消防法に定める第4類危険物 第2石油類に該当する。